# Quilombo Jocojó
O Quilombo Jocojó está localizado no município de Gurupá: estado do Pará, na região norte do Brasil. 
O território quilombola de Gurupá é coletivo com 83 mil hectares de terra titulados formado por doze comunidades quilombolas, dentre elas o Quilombo Jocojó. Localiza-se à margem direita do rio Amazonas, próximo ao igarapé também chamado Jocojó.

## Produção de farinha
A produção de farinha de mandioca nos quilombos de Gurupá, no Pará, é uma atividade crucial, representando não apenas a base da alimentação local, mas também um elemento fundamental da cultura e da identidade dessas comunidades. O processo de produção da farinha é artesanal e envolve diversas etapas, desde o plantio da mandioca até a torra da farinha. As técnicas tradicionais, passadas de geração em geração, garantem um produto final de alta qualidade e sabor único. A produção de farinha é a responsável pela subsistência de mais de 500 famílias das Comunidades Remanescentes de Quilombo do Município de Gurupá, entre eles o Quilombo Jocojó.

### Fornos ecológicos
A Associação dos Remanescentes de Quilombo do Jocojó (ARQJO) e pela Associação das Comunidades Remanescentes de Quilombo do Município de Gurupá (ARQMG) construíram fornos ecológicos nas comunidades quilombolas da região, dessa forma caiu pela metade a necessidade da queima de lenha.

## Reconhecimento
O Quilombo Jocojó foi certificado como remanescente de quilombo pela Fundação Cultural Palmares em 2004, garantindo a seus moradores o direito à propriedade da terra e a preservação de sua cultura.

## Certificação
A certificação ocorre conforme as declarações de auto-reconhecimento de cada comunidade, respeitando o decreto nº 4.887/2003 e a Convenção 169 da Organização Internacional do Trabalho (OIT) sobre os povos indígenas e tribais.
A certificação de comunidades remanescentes de quilombos é emitida pela Fundação Cultural Palmares. O processo teve início no Brasil com a aprovação do decreto nº 4.887/2003, que visa garantir a essas comunidades a posse da terra e o acesso a serviços de saúde, educação e saneamento.
As comunidades quilombolas são grupos com trajetória histórica própria, cuja origem se refere a diferentes situações, a exemplo de doações de terras realizadas a partir da desagregação de monoculturas; compra de terras pelos próprios sujeitos, com o fim do sistema escravista; terras obtidas em troca da prestação de serviços, ou áreas ocupadas no processo de resistência ao sistema escravista. Em todos os casos, o território é a base da reprodução física, social, econômica e cultural da coletividade.
Em 12 de março de 2004, o Programa Brasil Quilombola foi lançado om o objetivo de consolidar os marcos da política de Estado para as áreas quilombolas de todo o país.